# 제호탕

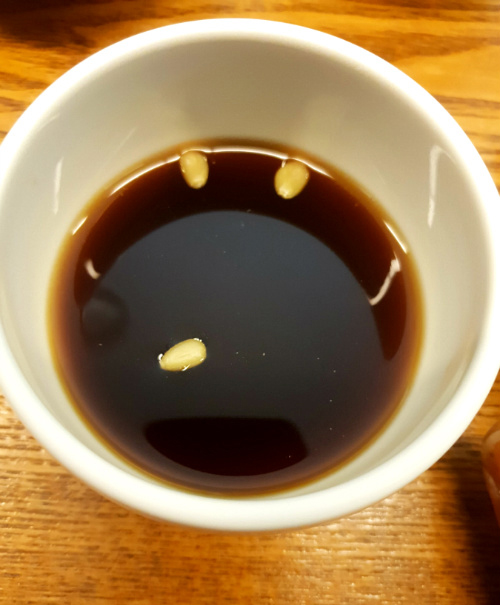
제호탕

제호탕(醍醐湯)은 오매, 사인, 초과, 백단향을 가루로 내어 중탕으로 달인 뒤, 응고시켜 냉수에 타서 먹는 한국의 음료이다.

## 같이 보기
- 카다멈